# Persone di cognome Lynch
| Questa pagina contiene informazioni ricavate automaticamente dalle voci biografiche con l'ausilio del template Bio e di un bot. L'aggiornamento è periodico e automatico e ricostruisce completamente la pagina. Se manca una persona in questa lista, sei pregato di non aggiungerla, ma accertati piuttosto che la sua voce biografica contenga il template Bio e che i dati anagrafici siano correttamente compilati. Se il template Bio manca, inseriscilo tu stesso o, in alternativa, metti l'avviso {{tmp\|Bio}} che ne segnala la mancanza. Se i dati riportati sono sbagliati, correggi direttamente la voce biografica; le modifiche saranno visibili in questa lista entro pochi giorni. Per chiarimenti vedi il progetto antroponimi. La lista contiene solo le 75 persone che sono citate nell'enciclopedia e per le quali è stato implementato correttamente il template Bio. Pagina aggiornata al 7 ago 2025. |

Questa è una lista di persone presenti nell'enciclopedia che hanno il cognome Lynch, suddivise per attività principale.

## Allenatori di pallacanestro(1)
- Brian Lynch, allenatore di pallacanestro e ex cestista statunitense (Point Pleasant, n. 1978)

## Attori(7)
- Alfred Lynch, attore britannico (Whitechapel, n. 1931 - Brighton, † 2003)
- Calam Lynch, attore britannico (Warwickshire, n. 1994)
- Finbar Lynch, attore irlandese (Dublino, n. 1959)
- John Lynch, attore britannico (Corrinshego, n. 1961)
- Ken Lynch, attore statunitense (Cleveland, n. 1910 - Burbank, † 1990)
- Richard Lynch, attore statunitense (Brooklyn, n. 1940 - Yucca Valley, † 2012)
- Ross Lynch, attore, cantautore e musicista statunitense (Littleton, n. 1995)

## Attrici(6)
- Evanna Lynch, attrice irlandese (Termonfeckin, n. 1991)
- Helen Lynch, attrice statunitense (Billings, n. 1900 - Miami Beach, † 1965)
- Jane Lynch, attrice, conduttrice televisiva e comica statunitense (Evergreen Park, n. 1960)
- Kelly Lynch, attrice e modella statunitense (Golden Valley, n. 1959)
- Lashana Lynch, attrice britannica (Londra, n. 1987)
- Susan Lynch, attrice nordirlandese (Newry, n. 1971)

## Calciatori(7)
- Aidan Lynch, ex calciatore irlandese (Dublino, n. 1977)
- Barry Lynch, ex calciatore inglese (Northfield, n. 1951)
- Damian Lynch, ex calciatore irlandese (Dublino, n. 1979)
- Jeremie Lynch, calciatore giamaicano (Victoria, n. 1991)
- Joel Lynch, calciatore gallese (Eastbourne, n. 1987)
- Sean Lynch, ex calciatore scozzese (Dechmont, n. 1987)
- Tom Lynch, calciatore statunitense (Fall River)

## Canottieri(1)
- Daire Lynch, canottiere irlandese (Clonmel, n. 1998)

## Cantanti(4)
- Kenny Lynch, cantante e attore britannico (Stepney, n. 1938 - † 2019)
- Riker Lynch, cantante, bassista e attore statunitense (Littleton, n. 1991)
- Shane Lynch, cantante irlandese (Dublino, n. 1976)
- Sybil, cantante statunitense (Paterson, n. 1963)

## Cantautori(1)
- Dustin Lynch, cantautore statunitense (Tullahoma, n. 1985)

## Cantautrici(1)
- Jaguar Jonze, cantautrice, polistrumentista e fotografa australiana (Yokohama, n. 1992)

## Cestiste(1)
- Rayleen Lynch, ex cestista australiana (Cairns, n. 1946)

## Cestisti(2)
- Kevin Lynch, ex cestista statunitense (Bloomington, n. 1968)
- Reggie Lynch, cestista statunitense (Edina, n. 1994)

## Chitarristi(1)
- George Lynch, chitarrista statunitense (Spokane, n. 1954)

## Combinatisti nordici(2)
- Erik Lynch, combinatista nordico statunitense (n. 1994)
- Kerry Lynch, ex combinatista nordico statunitense (Denver, n. 1957)

## Comici(2)
- Ron Lynch, comico, attore e doppiatore statunitense (Bethpage, n. 1953)
- Stephen Lynch, comico, musicista e attore statunitense (Abington, n. 1971)

## First lady(1)
- Eliza Lynch, first lady paraguaiana (Charleville, n. 1833 - Parigi, † 1886)

## Genetisti(1)
- Michael Lynch, genetista statunitense (Auburn, n. 1951)

## Giocatori di football americano(6)
- Aaron Lynch, ex giocatore di football americano statunitense (Cape Coral, n. 1993)
- Jim Lynch, giocatore di football americano statunitense (Lima, n. 1945 - † 2022)
- James Lynch, giocatore di football americano statunitense (n. 1999)
- Marshawn Lynch, ex giocatore di football americano statunitense (Oakland, n. 1986)
- Paxton Lynch, giocatore di football americano statunitense (San Antonio, n. 1994)
- Tom Lynch, ex giocatore di football americano statunitense (Chicago, n. 1955)

## Imprenditori(2)
- Mike Lynch, imprenditore britannico (Londra, n. 1965 - Mar Tirreno, † 2024)
- S.A. Lynch, imprenditore statunitense (n. 1882 - † 1969)

## Imprenditrici(1)
- Karen S. Lynch, imprenditrice e dirigente d'azienda statunitense (Ware, n. 1963)

## Maratoneti(1)
- Peter Lynch, maratoneta e mezzofondista irlandese (Kilkenny, n. 1997)

## Matematiche(1)
- Nancy Lynch, matematica e informatica statunitense (Brooklyn, n. 1948)

## Militari(3)
- Charles Lynch, ufficiale statunitense (Chestnut Hill, n. 1736 - Contea di Pittsylvania, † 1796)
- Liam Lynch, militare e patriota irlandese (Barnagurraha, n. 1893 - Clonmel, † 1923)
- William Lynch, militare statunitense (n. 1742 - † 1820)

## Musicisti(1)
- Rocky Lynch, musicista e cantante statunitense (n. 1994)

## Pittori(1)
- Albert Lynch, pittore peruviano (Gleisweiler, n. 1860 - Principato di Monaco, † 1950)

## Politiche(1)
- Loretta Lynch, politica statunitense (Greensboro, n. 1959)

## Politici(4)
- James D. Lynch, politico statunitense (Baltimora, n. 1839 - † 1872)
- Jack Lynch, politico irlandese (Cork, n. 1917 - Dublino, † 1999)
- John Lynch, politico e imprenditore statunitense (Waltham, n. 1952)
- Stephen Lynch, politico statunitense (Boston, n. 1955)

## Pugili(1)
- Joe Lynch, pugile statunitense (New York City, n. 1898 - † 1965)

## Registe(1)
- Jennifer Lynch, regista, sceneggiatrice e scrittrice statunitense (Filadelfia, n. 1968)

## Registi(3)
- David Lynch, regista, sceneggiatore e attore statunitense (Missoula, n. 1946 - Los Angeles, † 2025)
- Jeffrey Lynch, regista e animatore statunitense
- Paul Lynch, regista, sceneggiatore e produttore cinematografico britannico (Liverpool, n. 1946)

## Rivoluzionari(1)
- Kevin Martin Lynch, rivoluzionario irlandese (Dungiven, n. 1956 - Long Kesh, † 1981)

## Sceneggiatori(1)
- John Lynch, sceneggiatore statunitense (New York, n. 1870 - Los Angeles, † 1936)

## Scrittori(3)
- Benito Lynch, scrittore argentino (Buenos Aires, n. 1885 - La Plata, † 1952)
- Paul Lynch, scrittore irlandese (Limerick, n. 1977)
- Scott Lynch, scrittore statunitense (Saint Paul, n. 1978)

## Surfisti(1)
- Barton Lynch, surfista australiano (Sydney, n. 1963)

## Urbanisti(1)
- Kevin Andrew Lynch, urbanista e architetto statunitense (Chicago, n. 1918 - Martha's Vineyard, † 1984)

## Velociste(1)
- Andrea Lynch, ex velocista britannica (Barbados, n. 1952)

## Vescovi cattolici(2)
- Patrick Neeson Lynch, vescovo cattolico statunitense (Clones, n. 1817 - Charleston, † 1882)
- Robert Nugent Lynch, vescovo cattolico statunitense (Charleston, n. 1941)

## Wrestler(1)
- Cynthia Lynch, ex wrestler statunitense (New York, n. 1971)